# Geostorm: Globální nebezpečí
Geostorm: Globální nebezpečí (v originále Geostorm) je americký akční/sci-fi film z roku 2017, který režíroval, napsal a koprodukoval Dean Devlin. Děj sleduje satelitní systém, který má hlídat počasí po celém světě. Bohužel se vymkl kontrole a začal závod s časem, aby ho hlavní hrdinové včas vypnuli.

## Příběh
V roce 2019, kdy nastalo mnoho přírodních katastrof, se všechny národy spojí k výrobě satelitů na řízení globálního počasí. Systém je nazýván „Holanďan”. Poté, co hlavní architekt Jake Lawson spustí Holanďana předčasně, aby neutralizoval vytvářející se tajfun, Jakea pokárá podvýbor Senátu. Jakea nahradí jeho bratr Max a Jake od něj dostane výpověď.
O tři roky později najde tým OSN v poušti Registán zamrzlou vesnici. Makmud Habib, pracující na Mezinárodní klimatické vesmírné stanici (ICSS), zkopíruje data z disku afghánského satelitu. Potom si je uloží do prázdné skříňky. Makmud ale při východu z šaten zahyne při předpokládané nehodě.
Když to začne vláda vyšetřovat, pověří Maxe výběrem člověka, který to bude vyšetřovat. Dekkom přesvědčí Maxe, aby vybral Jakea. Max Jakea přemluví a ten o něco později odletí na ICSS.
Mezitím další satelit, tentokrát v Hongkongu, zvýší teplotu tak, aby vybuchlo plynové potrubí. Maxův přítel Cheng Long se ale z epicentra, kde se nachází, dostane.
Když Jake doletí na ICSS, seznámí se se svým týmem – Eni Adisy je inženýrka, Duncan Taylor je specialista na systémy, Al Hernandez je technik, Ray Dusset je bezpečnostní důstojník a celé stanici velí velitelka Ute Fassbinder. Jake se svým týmem začne prozkoumávat nefunkční satelity (data z disků jsou chybou odstraněna).
Jakeovi se podaří získat jeden nepoškozený disk, ale skryje ho před posádkou, protože jeden z jejích členů je zrádce. Spolu s velitelkou na disku najdou virus, který všechny poruchy způsobil. Jake podezřívá prezidenta Andrewa Palmu, že Holanďana hacknul on. Při videohovoru řekl Jake Maxovi, že Palma využívá Holanďana jako zbraň. Max se zeptal, jak to zastavit, a Jake mu odpověděl, že restartováním. Ale na to potřebuje kódy.
Na Zemi Cheng zjistí, že on a Max ztratili přihlašovací přístup a varuje Maxe o „geostormu“. Cheng je pronásledován do Washingtonu DC týmem nepoctivých vládních agentů, kteří nakonec způsobí jeho smrt při dopravní nehodě, ale ne dříve, než řekne „Zeus“. Projekt Zeus simuluje extrémní povětrnostní vzorce a vytváří geostorm. Max požádá svou přítelkyni, agentku tajné služby Sarah Wilsonovou, aby od ní získal kód k projektu Zeus. Během této doby tým ICSS ztratí kontrolu nad všemi satelity, protože virus iniciuje samodestrukční program stanice.
Během Demokratické národní konvence (DNC) v Orlandské Moxley Aréně Max zjistí, že je Orlando dalším terčem v projektu Zeus po Tokiu a Riu de Janieru. V tu dobu totiž začne obrovské krupobití v Tokiu a v Riu de Janeiru extrémní mrazy.
Max žádá Dekkomovu pomoc, ale Dekkom se místo toho snaží neúspěšně zabít Maxe a odhalit sebe jako sabotéra; Max okamžitě informuje Sarah. Oba unesli Palmu, aby ho ochránili před Dekkomovými agenty a zajistili kódy na vypnutí Holanďana, což je Palmova biometrie. Když utíkají ze stadionu DNC, odhalí Max svou činnost a Dekkomovu zradu Palmovi. Poté, co překonali Dekkomovy žoldáky, tři zatkli a poslechli si Dekkomovy úmysly: zdecimovat ostatní volené funkcionáře v řadě amerických dědictví, čímž mu dal šanci ovládnout svět a zároveň eliminovat americké nepřátele. Max a Sarah doprovázejí Palmu do Kennedyho vesmírného centra, kde přenášejí kód, ale zjistí, že samodestrukční sekvenci nelze zastavit.
Mezitím, ve vesmíru, když další katastrofy zasáhnou celý svět (včetně tornád v Bombaji, tepelné vlny v Moskvě a megatsunami v Dubaji ), Jake si uvědomuje, že Taylor je zrádce a způsobil Habibovu smrt. V následující konfliktu se Taylor náhodně vysaje do vesmíru rozbitým oknem, zatímco Jake unikne. Jak se posádka evakuuje, Jake a Ute zůstávají pozadu, aby zajistili restart systému, eliminovali virus a přenesli satelitní ovládání do NASA, zabránili Geostormu na poslední vteřinu a unikli v náhradním satelitu.
Oba se ukrývají v náhradním satelitu, jakmile se samodestrukční sekvence dokončí a použijí své trysky jako maják. Vyzvedne je raketoplán s Hernandezem. O šest měsíců později Jake znovu pracuje jako hlavní inženýr pro Holanďana, kterého nyní spravuje mezinárodní výbor.

## Role
- Gerard Butler jako Jacob "Jake" Lawson, satelitní návrhář, bývalý velitel ICSS a otec Hannah
- Jim Sturgess jako Max Lawson, Jakeův mladší bratr a strýc Hannah
- Abbie Cornishová jako agentka tajné služby USA Sarah Wilsonová, Maxova snoubenka
- Ed Harris jako ministr zahraničí Leonard Dekkom
- Andy García jako americký prezident Andrew Palma
- Richard Schiff jako senátor Virginie Thomas Cross
- Alexandra Maria Lara jako Ute Fassbinder, velitel vesmírné stanice a DLR astronaut
- Robert Sheehan jako Duncan Taylor, britský člen posádky ICSS a UKSA astronaut
- Eugenio Derbez jako Al Hernandez, mexický člen posádky ICSS a AEM astronaut
- Adepero Oduye jako Eni Adisa, nigerijský člen posádky ICSS a NASRDA astronaut
- Amr Waked jako Ray Dussette, francouzský člen posádky ICSS a CNES astronaut
- Daniel Wu jako Cheng Long, supervizor holandského chlapeckého programu se sídlem v Hongkongu
- Zazie Beetz jako Dana, odbornice na kybernetickou bezpečnost, jsou dobří přátelé s Maxem
- Talitha Bateman jako Hannah Lawson, Jakeova dcera a Maxova neteř. Je vypravěčem začátku i konce filmu
- Billy Slaughter jako Karl Dright
- Tom Choi jako čínský zástupce Lee
- Mare Winningham jako Dr. Jennings
- Jeremy Ray Taylor jako Emmett
- Gregory Alan Williams jako generál Montgaff
- Drew Powell jako Chris Campbell

Katheryn Winnicková byla obsazena jako Olivia Lawsonová, Jakeova bývalá manželka a matka Hannah, ale během opakování byla její role přepracována s Julií Dentonovou.

## Produkce
Když Dean Devlin vysvětlil okolnosti současné klimatické změny své dceři Hannah, zeptala se, proč nemohl být postaven stroj, který by to opravil. Devlin si takovou věc představil a jak by ji šlo použít pro zlé účely. Když se snažil rozvinout svůj scénář, požádal o pomoc Paula Guyota, zejména aby napsal dynamiku bratra. V roce 2013 společnost Skydance Productions zakoupila filmová práva. Poté, co distribuční partner společnosti Skydance, společnost Paramount Pictures, uvedl projekt do obratu, byl film Geostorm natočen a byl přijat společností Warner Bros. Předběžná výroba byla zahájena 7. července 2014 s počátečním rozpočtem 82 milionů $. Natáčení začalo 20. října 2014 v New Orleans, Louisiana a trvalo až do 10. února 2015. Natáčení začalo na Loyola Avenue. Některé scény NASA byly natočeny v raketové továrně NASA v New Orleans v listopadu 2014 a lednu 2015.
Po špatných testovacích projekcích v prosinci 2015 bylo na začátku prosince 2016 v Louisianě provedeno 15 milionů dolarů, a to pod novým producentem Jerrym Bruckheimerem, spisovatelkou Laetou Kalogridis a režisérem Dannym Cannonem. Winnickova role byla přepracována s Julií Dentonovou během přestřelek, zatímco do scénáře byly přidány nové postavy.

### Marketing
16. října 2017 vydal Warner Bros na svém kanálu YouTube žartové video. Ve videu se taxikář z New Yorku vrhá do ledové bouře, která postihla městský blok, a to až do šoku jeho cestujících.

## Vydání
Film byl původně uveden k propuštění 25. března 2016, ale v srpnu 2014 Warner stanovil toto datum pro vydání Batman v Superman: Dawn of Justice. 11. prosince 2014 WB přesunula svůj živý akční animovaný film Mowgli do roku 2017 a dala Geostormu datum z 25. března 2016, poté 21. října 2016. V září 2015 studio opět přesunulo film zpět z 21. října 2016 do 13. ledna 2017. V červnu 2016 studio oznámilo, že vydání bylo přesunuto zpět z 13. ledna 2017 do 20. října 2017. Film měl vydání IMAX 3D.

## Výdělek a hodnocení

### Výdělek
Geostorm vydělal 33,7 milionu USD ve Spojených státech a Kanadě. 187,7 milionu USD bylo vyděláno v jiných teritoriích, což představuje celosvětový součet 221,4 milionu USD, oproti výrobnímu rozpočtu 120 milionů USD.
V Severní Americe byl film uveden společně s Boo 2! Madea Halloween, The Snowman a Only the Brave. Debutoval na 13,3 milionu dolarů a skončil jako druhý. V březnu 2018 společnost Deadline Hollywood vypočítala, že kvůli filmu ztratil ateliér 71,6 milionu USD, když všechny náklady a příjmy spojil dohromady.

### Kritika
Na agregátoru Rotten Tomatoes má film hodnocení ve výši 16 % na základě 88 recenzí a průměrného ohodnocení 3,57 / 10. Kritický konsenzus webu zní: „Chybějící působivé vizuální prvky, dobře napsané postavy nebo drama, Geostorm usiluje o velkolepou podívanou na epické katastrofy, ale skončí jednoduchým katastrofickým filmem.“ Na agregátoru Metacritic má film špatné hodnocení 21 ze 100, na základě 22 kritiků, což naznačuje „obecně nepříznivé recenze“. Publikum oslovené společností CinemaScore dalo filmu průměrnou známku „B−“ v měřítku A + až F. Filmoví diváci celkově dali kladné skóre 67 % a 49 %, „definitivní doporučení“.